# Истмонт (Вашингтон)
Истмонт (енгл. Eastmont) насељено је место без административног статуса у америчкој савезној држави Вашингтон.

## Демографија
По попису из 2010. године број становника је 20.101.
| Група             | 2000.    | 2010.          |
| Белци             | 0 (0,0%) | 15.379 (76,5%) |
| Афроамериканци    | 0 (0,0%) | 441 (2,2%)     |
| Азијати           | 0 (0,0%) | 2.087 (10,4%)  |
| Хиспаноамериканци | 0 (0,0%) | 1.258 (6,3%)   |
| Укупно            | 0        | 20.101         |